# Забавна музика
Забавна музика је термин који подразумева групу музичких стилова, а карактеришу је једноставније хармоније и лако памтљиве мелодије, као и текстови обично на љубавне теме. У Србији, у најновије доба, забавна музика има примеса тзв. фолк музике као и неких жанрова популарне музике, најчешће попа и денса, али некад и електронске музике и хип-хопа.
Ова врста музике је једноставна и певљива и уз њу се може играти. Приступачна је великом броју слушалаца. Дела забавне музике живе са тренутном публиком и немају трајност коју има „уметничка музика“. Један хит замењује се другим.
Шлагер, настао у првој половини 20. века, имао је знатан утицај на забавну музику. Шлагери су популарне вокалне композиције са једноставном инструменталном пратњом. Шлагери су били популарне арије и песме из оперета извођене ван музичке сцене. Касније настају и оригиналне композиције. Отуда и израз шлагер (немачки Schlag-удар), што значи песма чија мелодија брзо, „на препад“, осваја љубитеље забавне музике, претежно омладину.
Посебан утицај на забавну музику извршили су шансоне, једноставне пјесме љубавног садржаја уз инструменталну пратњу, француског порекла, која потиче још из 11. вијека. Међу најпознатијим шансоњерима друге половине 20. века су Едит Пијаф, Шарл Азнавур, Ив Монтан, Жилбер Беко.

## Забавна музика по државама

### Краљевина Југославија
Забавна музика у Краљевини Југославији постојала је пре Другог светског рата. Познато је да је крајем двадесетих година у Београду гостовала чувена Џозефина Бекер, па се може закључити (на шта упућује и изјава глумице Огњенке Хет дате у емисији „Код Два бела голуба“ Радио Београда 1, 1986, али и други директни и индиректни извори) да је у то време у Србији већ било веома много дистрибуираних грамофонских плоча са овом врстом музике, и стилски сродних праваца (џеза, на пример). На простору бивше Југославије, забавна музика била је широко заступљена у Хрватској, где се јавља један од првих кантаутора - Влахо Паљетак, а затим и певачи као што су Андрија Конц и Иво Робић. У Србији, у то време, паралелно су егзистирале романсе, хавајске и староградске песме, али и народна музика, које су изводили између осталих Едо Љубић, Фулгенције Вуцемиловић, Милан Тимотић, Олга Јанчевецка и многи други сада потпуно заборављени извођачи. Са друге стране Мијат Мијатовић, Софка Николић, Бора Јањић - Шапчанин били су готово искључиво наклоњени интерпретацији народних песама, севдалинки, градских и варошких песама, али су понекад певали и забавну музику (Бора Јањић - Шапчанин тако је снимио плочу са домаћом обрадом мађарског шлагера „Тужна је недеља“ иако је он готово ексклузивно читаву своју певачку и инструменталну активност везао за извођење севдалинки и стилски сродних песама).
Међу првим нама познатим српским певачима забавне музике, био је Војин Поповић, који се појављује још за време рата са песмом „Не брини мајчице мила“, мада оригинално извођење ове песме није пронађено ни на једном сачуваном носачу звука.
Један од првих композитора забавне музике био је Дарко Краљић, са композицијама „Зашто си поспан Чо“, „Чамац на Тиси“, „Хеј момци млади“, иако су две потоње песме припадале послератном југословенском/српском миљеу забавне музике, док прецизно датирање композиције „Зашто си поспан Чо“ није до данас учињено - сматра се да је ова песма настала непосредно пре Другог светског рата или у току саме окупације.

### СФР Југославија
Са доласком комунистичке власти, забавна музика преживљава на маргинама. Почетком педесетих година један од најпознатијих извођача био је бубњар Спаса Милутиновић који је наступао и свирао џез, али и забавну музику са својим малим саставом (у овом саставу певали су Војин Поповић и Лола Новаковић). Постоје ретки сачувани снимци, углавном на плочама од 78 обртаја - издања београдског Југодиска и загребачког Југотона. Прекид тесних веза са Совјетским Савезом и отварање ка западу означио је и побољшање положаја забавне музике. Крајем педесетих година јављају се певачи као што су Зорана - Лола Новаковић, Душан Јакшић, Нада Кнежевић, а затим и веома популарни Ђорђе Марјановић. У исто доба, наступа и веома квалитетан Вокални квартет Предрага Ивановића као и Предраг Гојковић Цуне, певач веома широког репертоара (првобитно интерпретатор мексичке музике, а тек доцније и народних песама). Тих година веома је био активан и композитор, кларинетиста, диригент и аранжер Михаило Живановић-Жути, који је оставио неизбрисив траг у забавној музици на овим просторима. Шездесетих година, у групу популарних певача улазе и Миодраг Мики Јевремовић, Љиљана Петровић, Радмила Караклајић, Тихомир Петровић, Крста Петровић, Зафир Хаџиманов, Лео Мартин и многи други. Седамдесетих и осамдесетих година прошлог века, забавна музика постепено узмиче прво пред рок музиком а затим све више пред фолком, том исквареном варијантом традиционалне музике. Деведесете године, године свеопште кризе и пропасти друштвене супстанце српског друштва, нису поштедјеле ни забавну музику која је потпуно маргинализована и сатерана у узак круг обожавалаца из осиромашене средње класе.
За домаћу забавну музику веома су значајни фестивали на којима се изводила. Већина фестивала одигравала се ван Србије, у градовима као што су Опатија (званични радијски фестивал, касније служио за избор домаћег такмичара за Песму Евровизије), Загреб, Сплит, Сарајево (Ваш шлагер сезоне). У Србији (Београду) одржавани су фестивали Београдско пролеће и касније осамдесетих година 20. века МЕСАМ (Међународни Сајам Музике). Од 1967 до 1972 одржава се и велики југословенски фестивал Песма лета, у коме је караван певача обилазио, са истим репертоаром, југословенске градове, а победник фестивала одређиван је гласовима публике. Прва три победника овог фестивала били су Лола Новаковић, Ђорђе Марјановић и Радмила Караклајић.